# 灵魂能力III
《劍魂III》是日本Namco公司出品的3D格鬥遊戲《劍魂》系列的第三作（如果把《刀魂》都算為一代的話，則此作應為第四作），與上作同樣屬於街機與家庭主機的跨平台作品。本作於2005年11月23日在家庭遊戲主機PlayStation 2上發售，並打著「劍魂系列十周年紀念作品」的名義推出。

## 內容概述
《劍魂III》的故事一如以往，主要是圍繞邪劍「Soul Edge」及靈劍「Soul Calibur」之間所引起的正邪爭奪戰。本作的CG動畫質素及數量比前作大幅提升，背景華麗程度可謂PS2之最。檢討了前作的硬派走向，本作試圖再現初代雅俗共賞的盛景。為彌補大量玩家因對應主機不普及無從體驗初代的遺憾，有許多造型、舞台、音樂都往初代靠攏。並加入豐富多樣的遊戲模式，可說是該系列中內容最宏大的作品。
一反過往先街機後家用的移植模式，《劍魂III》初期並無街機版計畫，因此本作雖然可供玩家作二人對戰，但整體遊戲風格其實偏向一人獨用。本作的大多數遊戲模式都能讓一人用的玩家得到樂趣。
當玩家一直提高遊戲的完成度，可使用角色數量便會隨之遞增，同時故事模式中的故事或相關支節亦會因應增多。從過場動畫到結局都會有QTE引發分歧，玩家要不斷使用某角色通過其故事模式，並走遍當中的分岐線，才能完成該角色的整個故事模式。一般而言，每個角色的故事模式都會跟八名對手戰鬥，但只要滿足一定的條件後，就會在故事中途加入各種特殊戰鬥。
除了故事模式外，亦有讓電腦操縱大量角色，模仿世界對戰大賽，玩家需要突圍求勝，方能取得世界第一名銜的「世界大賽模式」。過往的升官圖模式亦進化重視戰略的「編年史模式」，內容大概是玩家需於地圖中以戰棋方式配置戰士，當戰士與敵人接觸，就會進入格鬥形式的白刃戰，而且通關劇情豐富，角色更採用升級制度，大大提高耐玩性，是幾乎可以獨立推出的遊戲模式。
而眾多模式中，最獨特的要素是「自創角色模式」。玩家能隨自己喜好，創作一個遊戲中的新角色，為其揀選樣貌、衣物、顏色、使用武器及流派、聲音等元素，比起同類型遊戲《私立正義學園》更為豐富。當中有些衣飾配件更能組合成同廠遊戲中的特殊角色（如《鐵拳》中的King、異域傳說系列的KOS-MOS）。
但過於龐大的計畫也引發不少紕漏。除了對戰平衡感不佳、故事過程分岐繁雜卻有不少重複的過場、隱藏頭目不開放玩家使用、文字顯示依主機版本強制變更，還有不少BUG。其中編年史模式的紀錄檔毀損尤其致命。只要儲存《劍魂III》的記憶卡裡有其他遊戲的紀錄檔被存取，造成《劍魂III》紀錄檔位置改變，編年史模式的紀錄檔就會毀損，無法存取。官方除了公布「準備專用於《劍魂III》的記憶卡」等應急對應，也釋出修正版。但還是讓本作終究無法突破初代的評價。
所幸格鬥玩家依然肯定製作群努力，後來修正平衡度逆移植到街機。

## 登場人物

### 常駐角色
- 齊力克
- 柴香華
- 真喜志
- 艾薇
- 御劍平四郎
- 多喜
- 齊格飛
- 夢魘
- 沃尔德
- 亞斯塔羅斯
- 拉菲爾
- 塔琳姆
- 卡珊卓
- 成美娜
- 洪潤星
- 雪華
- 緹拉
- 札薩拉梅爾

### 特殊角色
- 蘇菲緹雅
- 吉光
- 蜥蜴人
- 洛克
- 貓頭鷹大師
- 賽凡提斯
- 深淵

### 額外角色
- 黃星京
- 李龍
- 亞瑟
- 艾蜜
- 復仇者
- 貪婪
- 米莎
- 薇拉莉婭（店員三人娘）
- 花麗（店員三人娘）
- 蓮尼特（店員三人娘）
- 亞拜尼婭
- 露娜
- 基拿杜托
- 捷斯特
- 迪姆斯
- 奧利麗亞
- 史特利夫

## 外部連結
- PROJECT SOUL官方網站
  - 劍魂III
- 劍魂III網站 （页面存档备份，存于）